# Скоша (Небраска)
Скоша (енгл. Scotia) град је у америчкој савезној држави Небраска.

## Демографија
По попису из 2010. године број становника је 318, што је 10 (3,2%) становника више него 2000. године.
| Група             | 2000.       | 2010.       |
| Белци             | 290 (94,2%) | 311 (97,8%) |
| Афроамериканци    | 12 (3,9%)   | 1 (0,3%)    |
| Азијати           | 0 (0,0%)    | 0 (0,0%)    |
| Хиспаноамериканци | 2 (0,6%)    | 2 (0,6%)    |
| Укупно            | 308         | 318         |